# Huy chương Robert Schuman
Huy chương Robert Schuman là một giải thưởng hàng năm của Nhóm đảng Nhân dân châu Âu (Dân chủ Kitô giáo) (Group of the European People's Party) (Christian Democrats) trong Nghị viện châu Âu dành cho những người có đóng góp trong việc bảo vệ nhân quyền.
Huy chương này được lập ra năm 1986 và được đặt theo tên cựu thủ tướng Pháp Robert Schuman.

## Những người đoạt Huy chương Robert Schuman
| Tên                                       | Ngày trao huy chương |
| ----------------------------------------- | -------------------- |
| E.M.J.A. Sassen                           | 8.7.1986             |
| Alain Poher                               | 8.7.1986             |
| Hans-August Lücker                        | 8.7.1986             |
| Alfred Bertrand                           | 8.7.1986             |
| Paolo Barbi                               | 8.7.1986             |
| Pierre Pflimlin                           | 8.7.1986             |
| Leo Tindemans                             | 8.7.1986             |
| Emilio Colombo                            | 8.7.1986             |
| Helmut Kohl                               | 8.7.1986             |
| Jacques Santer                            | 8.7.1986             |
| Konstantinos Mitsotakis                   | 23.9.1986            |
| Konstantinos Karamanlis                   | 23.9.1986            |
| Willem Vergeer                            | 18.2.1987            |
| Giulio Andreotti                          | 2.3.1987             |
| Flaminio Piccoli                          | 4.3.1987             |
| Mariano Rumor                             | 24.3.1987            |
| Piet Bukman                               | 1.4.1987             |
| Karl-Josef Hahn                           | 10.4.1987            |
| Miquel Coll I Alentorn                    | 9.5.1987             |
| Bruno Heck                                | 2.7.1987             |
| Pierre Werner                             | 2.7.1987             |
| Kai-Uwe von Hassel                        | 11.2.1988            |
| Francesco Cosentino                       | 13.12.1988           |
| Lorenzo Natali                            | 13.12.1988           |
| Peter Sutherland                          | 13.12.1988           |
| Karlheinz Narjes                          | 13.12.1988           |
| Nicolas Mosar                             | 13.12.1988           |
| Lord Plumb                                | 24.7.1989            |
| Johanna Maij-Weggen                       | 1.5.1990             |
| Jean-Claude Juncker                       | 8.7.1991             |
| Norbert Schmelzer                         | 8.7.1991             |
| Ruud Lubbers                              | 11.12.1991           |
| Egon A. Klepsch                           | 14.1.1992            |
| Valéry Giscard d'Estaing                  | 13.7.1993            |
| Filippo Maria Pandolfi                    | 8.9.1993             |
| Jean Dondelinger                          | 8.9.1993             |
| Frans Andriessen                          | 8.9.1993             |
| Abel Matutes Juan                         | 13.12.1994           |
| Raniero Vanni d'Aarchirafi                | 13.12.1994           |
| Peter Schmidhuber                         | 13.12.1994           |
| Ioannis Paleokrassas                      | 13.12.1994           |
| René Streichen                            | 13.12.1994           |
| Jacques Delors                            | 18.1.1995            |
| Manuel García Amigo                       | 27.3.1995            |
| Menelaos Hadjigeorgiou                    | 27.3.1995            |
| Horst Langes                              | 27.3.1995            |
| Ferruccio Pisoni                          | 27.3.1995            |
| Rudolf Luster                             | 15.3.1995            |
| Günter Rinsche                            | 13.7.1995            |
| Hans-Gert Poettering                      | 15.9.1995            |
| Margaretha af Ugglas                      | 3.10.1995            |
| Carlos Robles Piquer                      | 3.10.1995            |
| Georgios Anastassopoulos                  | 3.10.1995            |
| José Maria Gil-Robles Gil-Delgado         | 3.10.1995            |
| Antonio Graziani                          | 3.10.1995            |
| Nicolas Estgen                            | 3.10.1995            |
| Lord Kingsland                            | 3.10.1995            |
| Otto Bardong                              | 3.10.1995            |
| Wilfried Martens                          | 7.11.1995            |
| Efthimios Christodoulou                   | 30.4.1996            |
| Miltiades Evert                           | 30.4.1996            |
| Panayotis Lambrias                        | 30.4.1996            |
| Siegbert Alber                            | 27.7.1996            |
| Edward Heath                              | 17.9.1996            |
| John Bruton                               | 14.1.1997            |
| Hans von der Groeben                      | 14.5.1997            |
| Manuel Fraga Iribarne                     | 27.8.1997            |
| Gerardo Fernández Albor                   | 16.9.1997            |
| Franjo Komarica                           | 16.12.1997           |
| Ursula Schleicher                         | 15.5.1998            |
| Anibal Cavaco Silva                       | 8.7.1998             |
| Poul Schlüter                             | 13.4.1999            |
| Radio B92, Belgrade (do Veran Matić nhận) | 14.12.1999           |
| Martin M.C. Lee                           | 18.1.2000            |
| Libet Werhahn-Adenauer                    | 1.12.2000            |
| Elena Bonner                              | 3.4.2001             |
| Karl von Wogau                            | 14.11.2001           |
| Nicole Fontaine                           | 15.1.2002            |
| Ingo Friedrich                            | 26.1.2002            |
| Wladylaw Bartoszewski                     | 26.2.2002            |
| José Maria Aznar                          | 1.7.2002             |
| Hans van den Broek                        | 2.11.2002            |
| Wim van Velzen                            | 15.1.2003            |
| Bendt Bendtsen                            | 24.6.2003            |
| Anders Fogh Rasmussen                     | 24.6.2003            |
| Bertel Haarder                            | 24.6.2003            |
| Per Stig Møller                           | 24.6.2003            |
| Lord Bethell                              | 21.10.2003           |
| John Joseph McCartin                      | 6.7.2004             |
| Franz Fischler                            | 26.10.2004           |
| Loyola de Palacio                         | 26.10.2004           |
| Chris Patten                              | 26.10.2004           |
| Mario Monti                               | 26.10.2004           |
| Viviane Reding                            | 26.10.2004           |
| Giáo hoàng Gioan Phaolô II                | 30.11.2004           |
| Natalia Estemirova                        | 13.1.2005            |
| Sergey Kovalev                            | 13.1.2005            |
| Erwin Teufel                              | 19.1.2005            |
| Tadeusz Mazowiecki                        | 16.2.2005            |
| Wolfgang Schäuble                         | 29.6.2005            |
| Michel Barner                             | 6.12.2005            |
| Vytautas Landsbergis                      | 13.12.2005           |
| Tunne Kelam                               | 4.7.2006             |
| Angela Merkel                             | 27.6.2007            |
| Guido de Marco                            | 4.7.2007             |
| Marianne Thyssen                          | 30.6.2009            |
| Jaime Mayor Oreja                         | 30.6.2009            |
| Hartmut Nassauer                          | 30.6.2009            |
| João de Deus Pinheiro                     | 30.6.2009            |
| Ioannis Varvitsiotis                      | 30.6.2009            |
| José Manuel Barroso                       | 30.6.2009            |
| Jacques Barrot                            | 30.6.2009            |
| László Tőkés                              | 16.12.2009           |
| Alberto João Jardim                       | 13.10.2010           |
| Pietro Adonnino                           | 4.5.2011             |

## Những người được truy tặng Huy chương Robert Schuman
| Tên                           | Ngày trao huy chương |
| ----------------------------- | -------------------- |
| Adelino Amaro da Costa        | 25.6.1987            |
| Guido Gonella                 | 4.3.1988             |
| Alberto Ghergo                | 4.3.1988             |
| Angelo Narducci               | 4.3.1988             |
| Mario Sassano                 | 4.3.1988             |
| Heinrich Aigner               | 12..4.1988           |
| Bernhard Sälzer               | 28.6.1993            |
| Lorenzo de Vitto              | 28.6.1993            |
| Francisco António Lucas Pires | 5.2.1999             |